# Provincia Véneta (1797-1805)
La Provincia Véneta (en italiano: Provincia Veneta; en alemán: Venedig Provinz) era el nombre del territorio de la República de Venecia cedido por la Primera república francesa al Imperio austríaco bajo los términos del Tratado de Campo Formio de 1797 con el que acabó la guerra de la Primera Coalición. La capital de la provincia era Venecia.
En el curso de las campañas de las guerras revolucionarias francesas, el Signoria de Venecia bajo el mando del dogo Ludovico Manin se había rehusado a tener una alianza con Napoleón, por lo que Bonaparte ocupó la ciudad el 14 de mayo de 1797, mientras la República fue gravemente desestabilizada y el gobierno consecuentemente disuelto. A cambio de renunciar a todos los derechos sobre los Países Bajos meridionales y reconocer el estado títere de la República Cisalpina, el Emperador Francisco II de Habsburgo obtuvo el territorio veneciano conquistado que incluía la costa dálmata, a excepción de las Islas Jónicas.
La provincia fue incorporada separadamente del Archiducado de Austria, cuando Francisco tomó el título adicional de "Duque de Venecia". La provincia fue dirigida por un gobernador austriaco, pero siguió utilizando la legislación veneciana anterior y mantuvo su moneda, la lira veneciana. La frontera occidental de la provincia fue cambiada para favorecer la República Cisalpina por el Tratado de Lunéville de 1801, y redibujada a lo largo de la vaguada más abajo del río Adigio.
La provincia no duró mucho tiempo. Después de que la Grande Armée derrotara a las fuerzas del Imperio austriaco en Austerlitz, Francisco, según el Tratado de Presburgo de 1805, tuvo que ceder el territorio de Venecia al Reino de Italia el cual era un estado títere del Imperio Napoleónico. En 1815 regresó a Austria por los términos del Acto Final del Congreso de Viena y se convirtió en parte del territorio de la corona del Reino Lombardo-Veneto.